# 函館工業高等専門学校
函館工業高等専門学校（はこだてこうぎょうこうとうせんもんがっこう、英語: National Institute of Technology, Hakodate College）は、北海道函館市に本部を置く日本の国立高等専門学校。1962年に国立高専第一期校としての設置以来、およそ10000名の卒業生を輩出した。

## 概要
函館市東部の丘陵地に位置し、函館空港とは指呼の距離にある。離着陸する航空機内および空港アクセス道路からは高専キャンパスを目にすることができる。
主な略称は函館高専、函高専。英語名略称は NIT, Hakodate College。
1962年の高等専門学校第一期校としての設置以来、40年を経て北海道南部（渡島檜山地方）における唯一の工学系高等教育機関としての地位を確立し、それに加えて函館市の主導する「函館水産・海洋都市構想」における学術研究部門を担っている。
本科（5年制・準学士課程）3学科と専攻科（2年制・学士課程）3専攻を擁し、1000人を越える学生が在籍している。本科終了後は、各大学の編入試験を受けることができ、同校専攻科を始めとして、長岡・豊橋技術科学大学と、東京大学・北海道大学などの国立大学、公立はこだて未来大学への編入が盛ん。
2024年8月に行われた、モルック世界大会in函館の会場。また、同時開催される音楽フェス、「レインボリーミュージックジャンボリー」は、同校体育館で行われた。
また、同校建設時、春潮寮地下付近より土器・人骨などが出土した。同校敷地内にあることから、「函館高専遺跡」あるいは「戸倉遺跡」と呼ばれる。

## 所在地
- 校舎：〒042-8501 春潮寮：〒042-0953 北海道函館市戸倉町14番1号[1]（市道湯川高丘線沿） 
  - 最寄の電車停留所：湯の川（函館市電湯の川線、徒歩15分）
  - 最寄のバス停留所：函館高専前（函館バス11、71、73、76、78、82系統、徒歩1分）
  - 最寄りのIC：函館空港（函館新外環状道路、3.3km、車で8分）
- 醸造ラボ：〒042-0917 北海道函館市亀尾町28号 上川大雪酒造函館五稜乃蔵内[12]
  - 最寄のバス停留所：亀尾（函館バス99系統、徒歩1分）

## 教育理念
引用：

### 校訓
汝が夢を持て 大志を抱け 力強かれ
（ながゆめをもて たいしをいだけ ちからづよかれ、Thou shall dream, aspire and be strong.）

### 校歌
同校の校歌は、全三番の構成であり、作詞者は初代校長の太秦康光、作曲者は矢野一郎。各番の最後には校訓が入る。同校周辺の地名や自然は出てくるが、同校を直接的に表す「函館高専」などといった表現は出てこない。著作権の関係上、歌詞は以下のリンクを参照のこと。
令和五年度 函館高専 学校要覧

### 校章
函館市の木であるイチイの枝の濃緑の葉と赤く熟した実に 「豊かな自然」と「情熱」を、固く結ばれ た青いリボンに「青雲の志」を象徴させ、その中で、未来にはばたく有為人材を育成する高等教育機関として、 永遠に光り輝く「函館高専」の姿をデザインした。

### ロゴマーク
同校は、創立50周年記念事業の一つとして、ロゴマークを募集した。審査の結果選ばれたのは、以下のような特徴をもつロゴマークである。
- 函館の頭文字「H」を基調にし、技術と英知で未来へ躍動する元気な同校のイメージをもたせた。
- 赤色（太陽）、青色（空と海）、緑色（大地と青葉）を取り入れ、豊かで恵まれた函館を表現した。
- 現代的でシンプルかつ親しみやすく、長く愛されることをテーマとした。

このロゴマークは、現在でも同校ウェブサイトで閲覧できる。

### 教育目的
技術者に必要な実践的かつ専門的な知識および技術を有する創造的な人材を育成するとともに、実践的研究水準の向上に努め、道南地域唯一の総合的な技術系高等教育機関として均衡ある発展を図る。

### 教育目標
1. 創造力と実行力を持った技術者
2. 専門技術に関する基礎知識を持った技術者
3. 情報技術を活用できる技術者
4. 社会の歴史や文化、技術者倫理を理解して行動できる技術者
5. 多面的なコミュニケーション能力を持った技術者
6. 問題解決のためのデザイン能力を持った技術者

### アドミッション・ポリシー（本科一年次入学・帰国子女）
- 科学技術に興味があり，それを活用して社会へ貢献する意欲のある人
- 異なる文化を尊重し，国内及び国際社会で活躍したい人
- 大学や専攻科に進学してさらに高い専門性を身につけたい人
- 高専・大学・専攻科・実社会などの各ステージを通して成長し続けたい人
- 仲間と協力してともに成長し，未来を切り開こうとする協調性やコミュニケーション能力のある人

### アドミッション・ポリシー（本科四年次編入）
- 将来取り組んでみたい課題を表現できる人
- 生徒会，部活動，委員会等のような他者との関わりのなかで得られた経験を持つ人
- 自らの意見や考えを的確に伝えることができる人
- 国際社会で活躍したいと考えている人

### アドミッション・ポリシー（専攻科入学）
- 地球規模で活躍する自分を想像して，国際社会と関わりを持とうという意欲のある人
- 自らの良心に従って物事を判断しようとする人

## 沿革
引用：

### 前史
第38回国会において、学校教育法の一部を改正する法律が成立し、1962年より全国に高等専門学校が設置されることになった。1961年3月22日、函館市は文部省に高専の誘致を表明した。また、同年7月17日、当時の函館市長を会長とした「函館工業高等専門学校設置期成会」が結成された。全国規模での激しい「誘致合戦」の中で、函館市を中心とした地元の高等専門学校誘致の熱望に応え、1962年1月10日、文部省が函館市内に三学科からなる高等専門学校を設置することを決定し、発表した。同月17日、文部大臣の裁定により、北海道大学長・北海道知事・函館市長からなる「函館工業高等専門学校設置準備委員会」を設置され、すでに設置されていた函館工業高等専門学校設置期成会と連携し、開校準備に当たった。

### 年表
- 1962年4月1日　機械工学科・電気工学科・土木工学科からなる国立高専一期校として開校。初代校長・太秦康光就任。開校当時、教官12名、事務官12名、学生124名が在籍した。
- 1962年4月20日　開校式および第1回入学式挙行。
- 1962年6月10日　作詞を太秦による校歌が制定された。
- 1962年10月10日　第１回学校祭・体育祭挙行。
- 1962年12月11日　新校舎へ移転。
- 1964年11月21日　校舎落成記念式典挙行。
- 1965年4月1日　庶務課・会計課設置。
- 1966年4月1日　工業化学科増設。
- 1967年3月16日　第1回卒業式挙行。
- 1968年4月1日　学生課設置。
- 1971年2月14日　電子計算機の始動式を行う。
- 1971年10月19日　創立10周年記念式典挙行。
- 1972年4月1日　初代校長・太秦康光退官。電気工学科教授・柴田康に校長事務取扱発令。
- 1972年4月3日　二代校長・武谷愿就任。
- 1977年4月8日　第1回編入学生入学式挙行。
- 1978年4月8日　第1回推薦入学生入学式挙行。
- 1979年11月2日　創立20周年記念式典挙行。
- 1980年4月1日　二代校長・武谷愿退官。三代校長・神原富民就任。
- 1982年11月2日　創立20周年記念式典挙行。合計1177本の記念植樹を行う。
- 1984年10月9日　創立25周年記念式典挙行。
- 1989年4月27日　三代校長・神原富民逝去。一般科目教授・渡辺英郎に校長事務取扱発令。
- 1989年7月1日　四代校長・伊藤英治就任。
- 1990年3月14日　学生服廃止。
- 1991年4月1日　情報工学科増設。
- 1994年3月31日　四代校長・伊藤英治退官。
- 1994年4月1日　五代校長・延興三知夫就任。
- 1995年4月1日　土木工学科を環境都市工学科へ改組。
- 1996年4月1日　工業化学科を物質工学科へ改組。
- 1996年5月25日　同校ウェブサイト公開。
- 1999年3月31日　五代校長・延興三知夫退官。環境都市工学科教授・蘆立徳厚に校長事務取扱発令。
- 1999年4月1日　六代校長・東市郎就任。
- 2000年4月1日　電気工学科を電気電子工学科に改称。
- 2000年12月1日　技術室設置。
- 2001年7月1日　技術相談室設置。
- 2002年11月11日　函館高専ドライバーズクラブ設立。構内への学生の自動車の乗り入れに加入が必須になる。
- 2003年3月20日　創造工房設置。
- 2003年4月1日　学術情報教育センター設置。
- 2004年3月31日　六代校長・東市郎退官。
- 2004年4月1日　独立行政法人に移行。生産システム工学専攻・環境システム工学専攻からなる専攻科設置。同日、七代校長・長谷川淳就任。
- 2006年4月1日　キャリア教育センター設置。また、庶務課・会計課を統合し、総務課設置。
- 2007年5月14日　「複合型システム工学」教育プログラムがJABEE認定を受ける。
- 2007年6月8日　函館高専地域連携協力会発足。
- 2008年4月1日　技術室を技術教育支援センターへ改組。
- 2009年3月31日　七代校長・長谷川淳退任。
- 2009年4月1日　八代校長・岩熊敏夫就任。
- 2010年1月18日　学習支援室設置。
- 2012年4月1日　創立50周年記念式典挙行。
- 2013年4月1日　機械工学科・電気電子工学科・情報工学科を生産システム工学科、物質工学科を物質環境工学科、環境都市工学科を社会基盤工学科に改組。生産システム工学科内に機械コース、電気電子コース、情報コースを設置。
- 2014年4月1日　キャリア教育センター・学習支援室及び学生相談室を統合し、総合学生支援センターに改組。
- 2015年3月31日　八代校長・岩熊敏夫退任。
- 2015年4月1日　九大校長・伹野茂就任。
- 2016年4月1日　国際交流センター・キャリアセンター設置。
- 2017年4月1日　生産システム工学専攻・環境システム工学専攻の2専攻を、生産システム工学専攻・物質環境工学専攻・社会基盤工学専攻の3専攻に改組。
- 2022年1月1日　国際交流センターをグローバルセンターに改組。国際寮内に設置。
- 2022年3月24日　令和3年度の独立行政法人大学改革支援・学位授与機構が実施した高等専門学校機関別認証評価において、高等専門学校評価基準を満たしていることが認定された。
- 2022年3月31日　九代校長・伹野茂退任。
- 2022年4月1日　十代校長・阿部恵就任。
- 2023年4月1日　グローバルエンジニア特待生制度新設。KOSENコモンズセンター設置。
- 2025年3月31日　十代校長・阿部恵退任。
- 2025年4月1日　十一代校長・清水一道就任[22]。

## 歴代校長
引用：
- 初代　太秦康光 - 男爵・北大名誉教授（理学部パリ会議参加）・理学博士
- 二代　武谷愿 - 北大名誉教授・工学博士
- 三代　神原富民 - 北大名誉教授・理学博士
- 四代　伊藤英治 - 北大名誉教授・理学博士
- 五代　延與三知夫 - 北大名誉教授・Ph.D
- 六代　東市郎 - 北大名誉教授（副学長）・薬学博士
- 七代　長谷川淳 - 北大名誉教授・工学博士・第92代電気学会長
- 八代　岩熊敏夫 - 北大名誉教授・理学博士
- 九代　伹野茂 - 北大名誉教授・工学博士
- 十代　阿部恵 - 英語学者・Ph.D
- 十一代　清水一道 - 工学博士・元日本鋳造工学会会長

## 設置学科・コース
本科第1学年では、混合学級制度により、合格した学科にかかわらずクラスの編成を行い、同じカリキュラムを学ぶ。それにより、1年間の学習を経て、自らの適性に合わせて2年次からの学科を選択することができる。本科の入学試験には推薦選抜と、一般選抜があり、どちらの選抜においても、2年次からの志望学科をあらかじめ設定する。しかし、一般選抜で入学した場合、入学後の学業成績によって学科配属は左右される。推薦選抜の場合は、基本的には合格した学科に優先的に配属される。ただし、合格した学科と異なる学科を志望した場合は、一般選抜と同じく、学業成績により学科が配属される。同校の設置学科は複合系学科と、建設・建築系学科、化学・生物系学科の3学科5コース構成となっており、全国の高等専門学校の中では唯一の形式である。本科を修了後、「準学士」の称号、専攻科を修了かつ学位授与試験合格後、「学士」の学位が与えられる。また、2023年度より、推薦選抜においてグローバルエンジニア特待生制度が導入され、前籍校での成績が特に優秀であったものが全体の約10%ほど選出される。中学校での成績については、第3学年の数学・英語・理科の評定が5段階評価のうちすべて5で、全体の合計が39以上であることが求められる。国際寮への優先入寮・国際交流プログラムへの優先参加・在学中1回の海外渡航費補助などの特典がある。
引用：

### 本科（準学士課程）[注釈 3]
- 生産システム工学科 - S, Department of Production Systems Engineering
  - 機械コース - SM, Mechanical Course
    - モノづくりのための機械系の専門知識を主に学ぶ。工作機械による加工方法・計測方法、設計法や、力学について学習し、実習を通して理解を深めることで機械技術者としての専門性を養う[29]。2013年4月1日設置。定員は40名。

  - 電気電子コース - SE, Electrical and Electronic Course
    - 安全で豊かな未来の社会を実現する、電気電子技術者としての専門性を養う。電子工学、電気電子回路、パワーエレクトロニクスや、プログラミング基礎などの科目が開講される[30]。2013年4月1日設置。定員は40名。

  - 情報コース - SJ, Information Course
    - IT技術者としての専門性を養う。コンピュータアーキテクチャ、応用プログラミング、信号処理、ソフトウェア工学などの科目が開講される[31]。2013年4月1日設置。定員は40名。
- 物質環境工学科 - C, Department of Materials and Environmental Engineering
  - 物質環境コース - CC, Materials and Environmental Course
    - 地球環境との調和を考えながら人類に役立つ新しい物質を創造し、種々の課題にも取り組める技術者を育成する[32]。無機・有機化学、生物学などの講義が開講される[33]。2013年4月1日設置。定員は40名。
- 社会基盤工学科 - Z, Department of Civil Engineering
  - 社会基盤コース - ZZ, Civil Course
    - インフラの整備、防災・復興などのプロジェクトでリーダーとなりうる技術者を育成する。都市デザインや建設設計などの座学や、それに加えた実験・実習などを通して、実践的な総合力を持った建設技術を身につける[34]。2013年4月1日設置。定員は40名。

#### かつてあった学科
- 機械工学科 - 1962年、開校と同時に設置。2013年に生産システム工学科機械コースに改組。
- 電気電子工学科 - 1962年、開校と同時に設置。設置当時の名称は電気工学科。2000年に左の名称に改称し、2013年に生産システム工学科電気電子コースに改組。
- 土木工学科 - 1962年、開校と同時に設置。1995年に下記環境都市工学科に改組。
- 工業化学科 - 1966年設置。1996年、下記物質工学科に改組。
- 情報工学科 - 1991年設置。2013年に生産システム工学科情報コースに改組。
- 環境都市工学科 - 1995年設置。2013年に社会基盤工学科に改組。
- 物質工学科 - 1996年設置。2013年に物質環境工学科に改組。

### 専攻科（学士課程）
- 生産システム工学専攻 - Advanced Course of Production Systems Engineering
- 物質環境工学専攻 - Advanced Course of Materials and Environmental Engineering
- 社会基盤工学専攻 - Advanced Course of Civil Engineering

#### かつてあった学科
- 環境システム工学専攻 -  2004年、専攻科設置と同時に設置。2017年に物質環境工学専攻と社会基盤工学専攻に改組。

## 施設

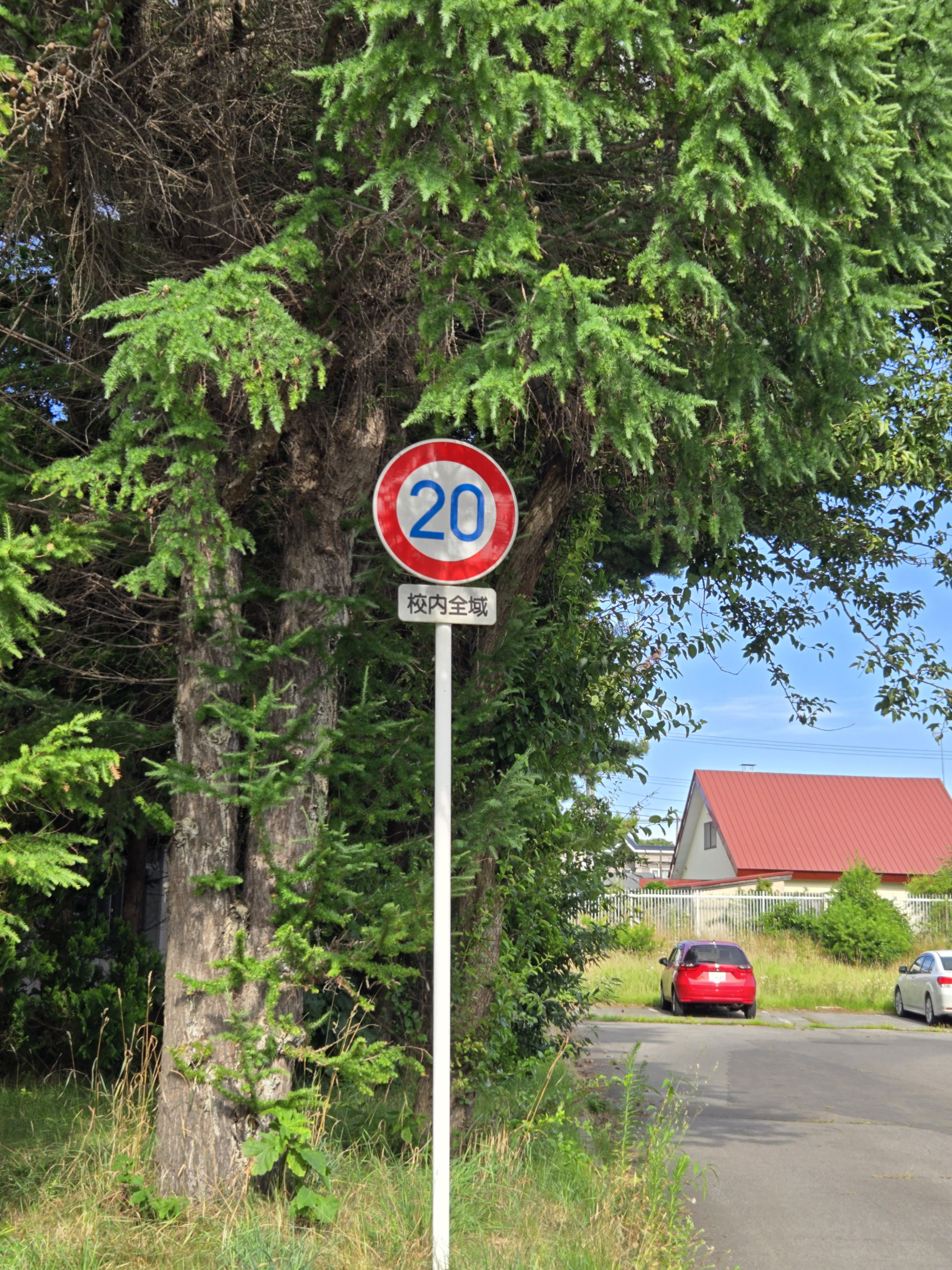
速度制限の標識

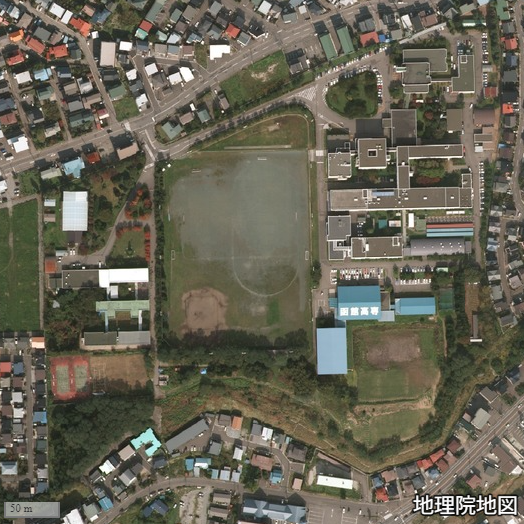
同校俯瞰

敷地は、東西に約400m、南北に約400mと広がっており、面積は124,901m²である。この敷地は、函館市が高専誘致のために確保していたものである。正門から左に曲がると校舎、右に曲がると春潮寮があるが、校舎の入り口までは約200mの距離がある。構内には20km/h以下の速度制限や、一方通行規制などが敷かれている。また、自転車通学用に、一部に自転車専用道路が整備されている。同校南部には森林が広がっており、北海道道83号線からは校舎・春潮寮などを見ることはできない。渡り廊下でつながる棟（校舎）は、11棟の建物からなる。また、正式名称とは別にアルファベット名称もあり、正式名称の横に円括弧をつけて示す。

### 学内主要施設一覧
引用：

#### 管理棟（A棟）
- 総務課、校長室、事務部長室、応接室、用務員室などがあり、同校の中枢を成す。図書館、講義棟に隣接している。1階建て。

#### 講義棟（B棟）
- 講義室（HR）、教員室、CALL教室、キャリアセンター、物理実験室、第1・2・3会議室などがあり、一部の学年の講義はここで行われる。3階建て。

#### 実験棟（C棟）

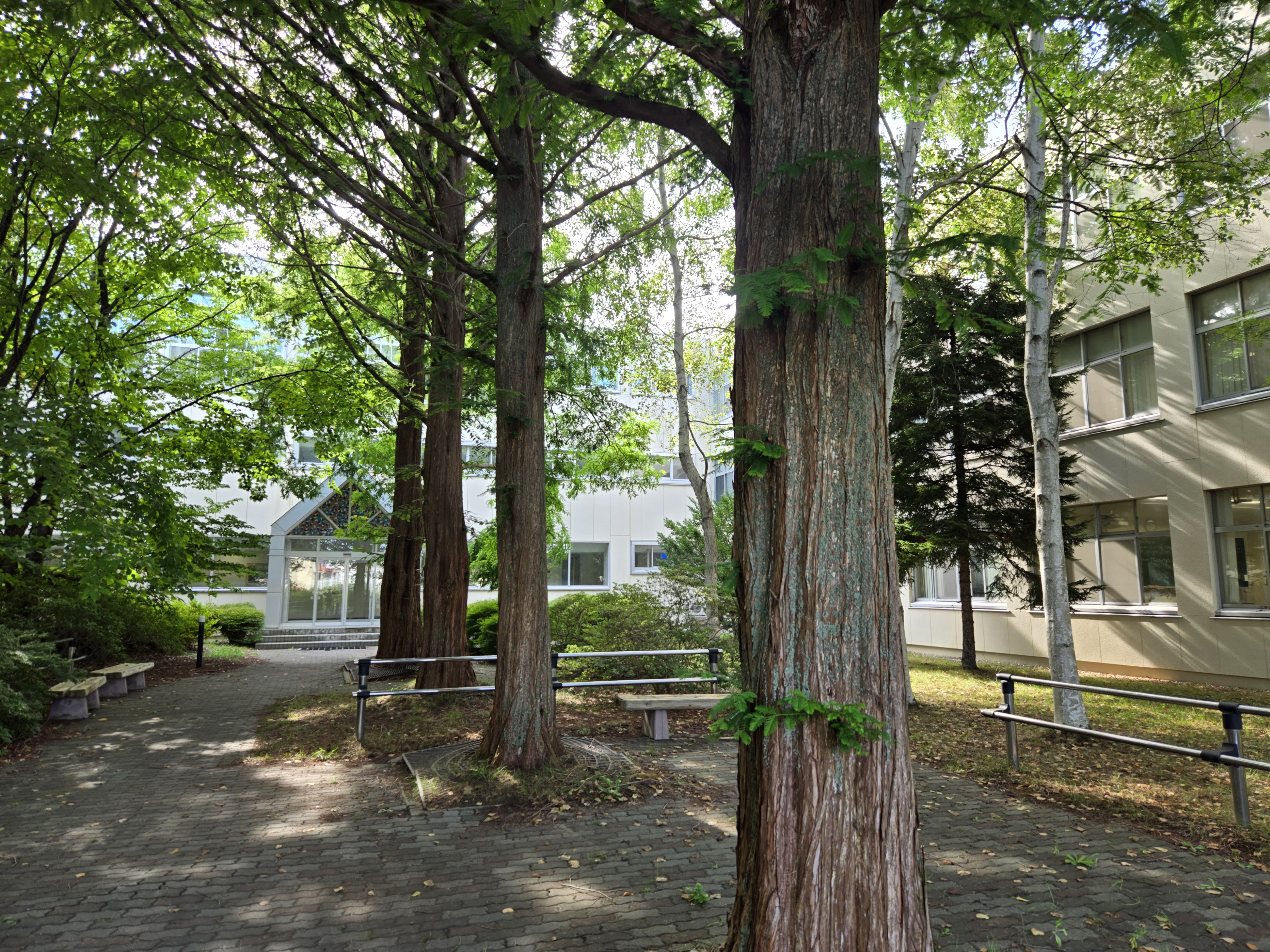
B棟とC棟の間にある中庭

- 主に1階・2階にシビルセンターA・B、熱機関実験室、生産システム総合演習室をはじめとした実験室と講義室（HR）、3階に教員室がある。エレベーターが1基設置されている。3階建て。

#### 実習工場（D棟）
- 物質環境棟に隣接している。鋳造・加工機器や、CAD演習装置が数十台設置されている[39]。倉庫なども併設されている。2階建て。

#### 物質環境棟（E棟）
- 1階・2階には主に物質環境系の実験室、3階には教員室がある。3階建て。

#### 図書館（F棟）
- 学習用図書、専門参考書、辞典、文庫、新書に加え、マンガや雑誌など、約8万冊の所蔵がある[40]。学外者の利用も可能だが、事前の受付が必要となる。1階図書館内は、サイレントエリア・コミュニケーションエリア・閲覧エリアに分かれており、それらは床のカーペットの色で判別できるようになっている[41][42]。 また、館内での食事はできない。Maruzen eBook Libraryと契約を結んでおり、電子書籍の閲覧・アクセスが可能である。OPACシステムを利用しての図書の検索・予約・希望図書のリクエストが可能である。また、2階にはセミナールーム・グループラーニングルームなどの貸し出し可能施設もあり、学外者には有償で貸し出している[43]。なお、開館時間は以下に示した[41][注釈 5]。

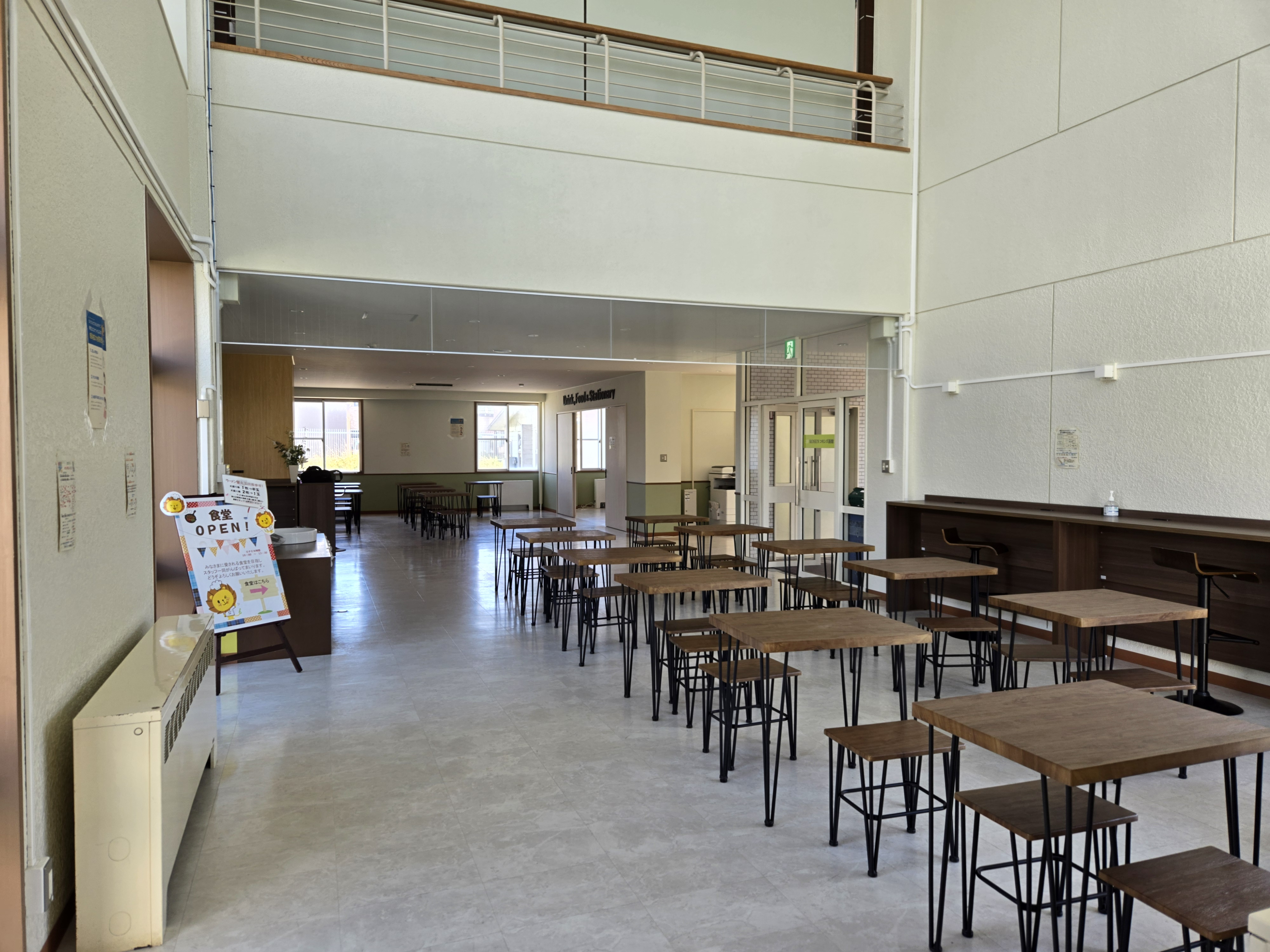
フードコート

| 曜日 | 授業期        | 定期試験14日前~ | 休業期       |
| ---- | ------------- | --------------- | ------------ |
| 平日 | 8:40 ~ 20:00  | 8:40 ~ 21:00    | 8:40 ~ 17:00 |
| 土   | 10:00 ~ 16:00 | 10:00 ~ 20:00   | 休館         |
| 日祝 | 休館          | 休館            | 休館         |

#### 福利施設（G棟）
- 売店[注釈 6]では、パン・おにぎり・菓子・アイスクリーム・カップメン・飲料・文房具[44]などが購入できる。また、フードコート[37][45]では、日替わりの定食や、ラーメン・カレーや日替わりパン、フライドポテトなどのホットスナックも提供されている。また、自動販売機コーナーも設置されており、通常のものに加え、紙コップ式自動販売機などが設置されている。営業時間外には、フリースペースとして開放されている。また、2階にはKOSENコモンズのラウンジが設置されており[46]、企業との産学提携を通じた地域貢献・アントレプレナーシップの推進を行っている。2階建て。

#### 情報棟（H棟）

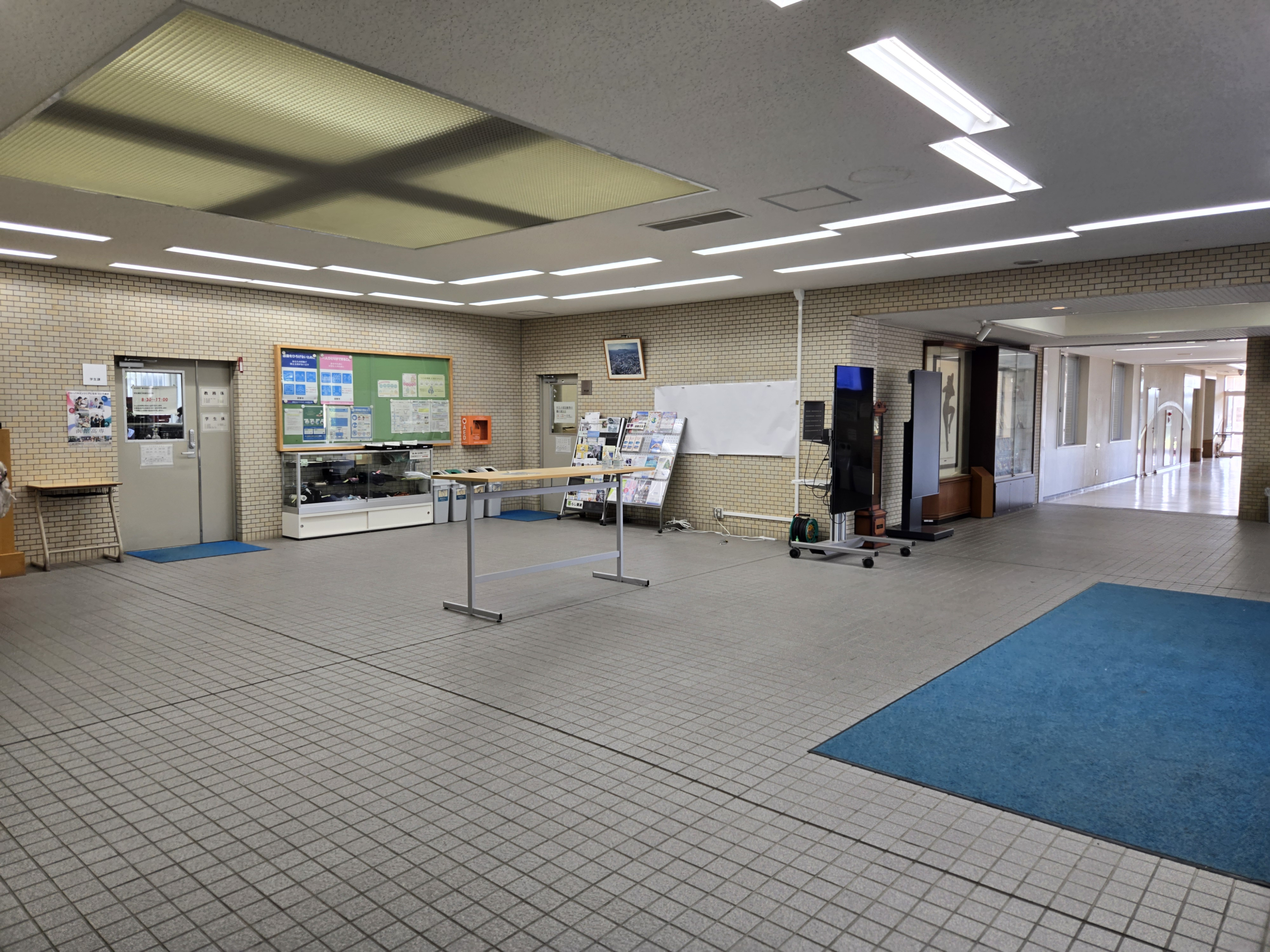
エントランス

- 情報処理演習室・プログラム演習室をはじめとした情報系の演習室、講義室（HR）、教員室がある。1階は、エントランスとしての役割も果たしており、正面玄関から向かって左側は講義棟、右側は低学年講義棟、奥には学生課がある。エレベーターが設置されており、4階建て。

#### 低学年講義棟（L棟[注釈 7]）

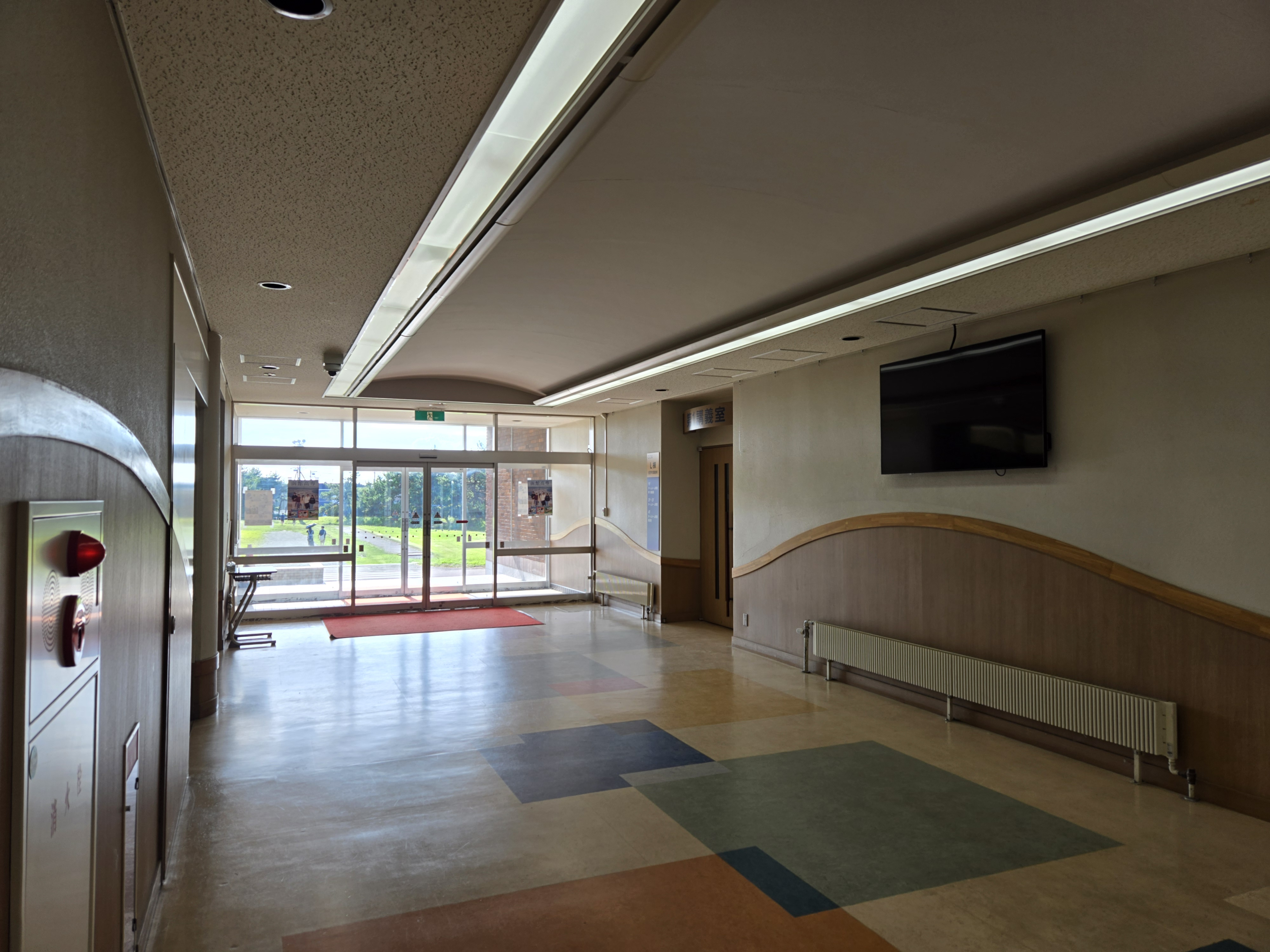
第一講義室と西側出口

- 低学年の講義室（HR）と、第一講義室が設置されている。第一講義室は同校で最も大きい講義室である[47]。学年全体の講義や、集会に使用される。また、グラウンド側に入口がある。4階建て。

#### 地域共同テクノセンター棟（J棟）
- 食品チャレンジ工房、ドローン研究センターをはじめとした多種多様な研究室が設置されている。また、長岡技術科学大学大学院のサテライト「夢創造ラボ函館」を設置している[48][49]。地域企業との産学連携を行うために2004年に設置された。専攻科棟と接続されていて、3階建て。

#### 専攻科棟（K棟）
- 2006年に設置された専攻科棟専用の棟。ゼミナール室・教員室・研究室・学生会室がある。エレベーターが設置されている。3階建て。

#### 生体情報実験室
- 旧内燃機関実験室。校舎と体育館群の間の道路沿いに位置する。3次元身体加速度計・光トポグラフィーをはじめとした、生体情報計測機器を多数設置している。

#### 第一体育館・第二体育館・武道場
- グラウンドの東側、校舎の南側に位置し、アリーナが2室と柔道・剣道室が1室設置されている。三つの建物は渡り廊下でそれぞれ接続されている。また、教員室と更衣室、器具室、ビデオ学習室なども設置されている。第一体育館・武道場は1階建て。第二体育館は2階建て。

#### 屋外施設

第2グラウンド周辺のパノラマ写真

- 総合グラウンド
- 第二グラウンド
- 野球場
- テニスコート
- アーチェリー場
- ゴルフ練習場

なお、これらに限らない。

### 学外施設

#### 醸造ラボ
- 2021年11月、函館市に54年ぶりの日本酒酒蔵である函館五稜乃蔵（はこだてごりょうのくら）の中に、「函館高専醸造ラボ」が設けられた。酒蔵の中に研究室がある教育施設には例がなく、全国から注目が集まっている[12]。ブランドに付随する商品開発の研究、関連する機器・装置の設計、発酵・醸造技術による地域活性化などが行われている。キャンパスからはおよそ6.5km。

#### 湯川町住宅[50][51][注釈 8]
- 団地。〒042-0932 北海道函館市湯川町2丁目40-2[52]。4階建て。キャンパスからおよそ2km。

#### 梁川町住宅[50][注釈 8]
- 団地。〒040-0015 北海道函館市梁川町13-10[52] 。5階建て。キャンパスからおよそ5km。

#### 巴寮（廃止）[19]
- 1963年まで存在した、現在の春潮寮が完成するまで使用されていた仮設寮。函館市湯川町あたりに位置した。

### 施設・設備の変遷
引用：
- 1962年4月1日　函館市立中央中学校の元校舎を仮校舎として開校。この校舎は、1899年に重砲兵隊の兵舎として建てられたものであった。
- 1962年12月10日　校舎第一期工事竣工。
- 1963年3月3日　寄宿舎第一期工事竣工。当時までの仮設寮であった「巴寮」から約半数の寮生が移転した。
- 1963年4月8日　寄宿舎の名称を「春潮寮」と命名。
- 1963年12月5日　校舎および寄宿舎の第二期工事が竣工。寄宿舎の第二期工事が竣工。また、当時の校長によって「春潮寮」と命名された。
- 1964年3月20日　国立文教施設環境整備のモデル校に指定されており、構内道路の舗装、グラウンド整備、水銀灯の設置などの環境整備の工事が竣工した。
- 1964年11月21日　寄宿舎や体育館など、計画されていた工事がすべて竣工。体育館で校舎落成記念式典が挙行された。
- 1965年3月2日　校舎・体育館・寄宿舎の新設第三期工事竣工。
- 1965年11月30日　25mプール新設工事竣工。
- 1967年3月2日　工業化学科の増設に伴い、学科棟・寄宿舎・車庫の増設工事が竣工。
- 1965年3月25日　武道場竣工。
- 1970年3月26日　図書館竣工。当時までは、校舎内の一角に図書室が設けられていた。
- 1971年12月6日　教育用電子計算機室竣工。
- 1978年2月28日　第二体育館竣工。
- 1984年3月15日　食堂跡地に福利会館が竣工。1階に食堂・売店・理容室・保健室・教育相談室とホール、2階にはサークル室・音楽室があった。
- 1984年11月20日　図書館・体育館・武道場・実習工場改修工事竣工。
- 1986年2月20日　寄宿舎増設工事竣工。
- 1993年3月30日　情報工学科棟（現在の情報棟）竣工。
- 1999年12月22日　低学年講義棟・大講義室（現在の第一講義室）が竣工。
- 2002年3月28日　寄宿舎改修第一期工事竣工（女子寮設置）。
- 2002年9月20日　物質工学科棟改修工事竣工。
- 2004年3月5日　地域共同テクノセンター棟竣工。実験棟改修工事竣工。
- 2006年3月10日　専攻科の設置に伴って、専攻科棟が地域共同テクノセンター棟に併設して竣工。屋内運動場改修工事竣工。
- 2020年2月28日　図書館改修工事竣工。
- 2021年6月24日　国際寮（現在の春潮寮国際棟）竣工。
- 2021年11月30日　上川大雪酒造函館五稜乃蔵内に醸造ラボ竣工。

### 備考
断りがない限り、引用：
- 当初、現在の第二体育館の位置に講堂の設置が計画されていた。
- 学生会館は、現在の春潮寮側に設置が予定されていた。
- 学生会館完成当初、理容室が入っていた。
- 2009年まで、セブンイレブンが隣接しており、開閉式の門で同校と直結していた。
- 2021年に福利施設の大規模な改修が行われ[15]、保健室は情報棟内へ、学生会室は専攻科棟内へ移転、音楽室・音楽系部室は廃止された。学生食堂はフードコート方式となり、また、売店は改修前より約2倍の広さになった。2階にはKOSENコモンズのラウンジが設置された。

### 施設画像
函館高専の施設画像
- 校門
- 西側より校舎を眺める
- 図書館
- フードコート
- 低学年講義棟と第一講義室
- 専攻科棟
- KOSENコモンズ入口
- 低学年講義棟のラウンジ
- 図書館のラウンジ
- 春潮寮国際棟とA棟
- エントランスから校門までの道路
- 高専坂から函館山方面を眺める
- 第二グラウンドからは、フレスポ函館戸倉を眺めることができる
- 同校俯瞰

函館高専の施設画像

## 周辺

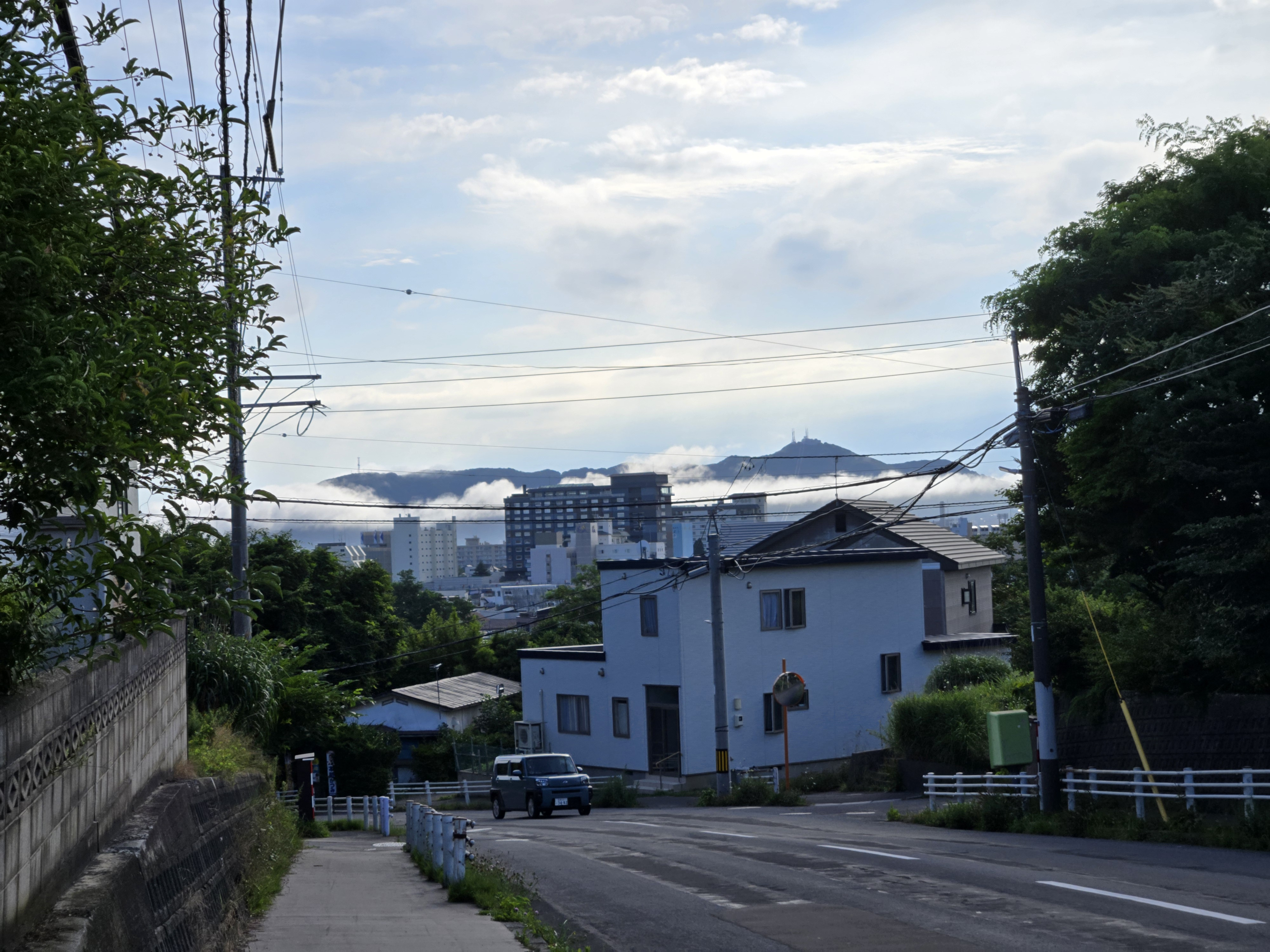
高専坂
- 正門を左に曲がると、非常に急な坂があり、学生・教職員・OB・地元住民らの間では「高専坂」と呼ばれている。この坂は標高約32メートルの正門から、標高約5メートルの道道83号線との合流地点まで続いている。晴れた日には高専坂からだけでなく、校舎からも函館山、五稜郭タワー、そして津軽海峡を望むことができる[55]。

サツドラ函館戸倉店
- サッポロドラッグストアーが運営するドラッグストア。2023年8月に開業した[56][57]。同校に隣接しており、春潮寮玄関から構内売店よりも近いという始末である。はこの土地には、もともとコープさっぽろが店舗の新設届け出をしていたが、その後、計画を白紙にし、取りやめていた[57]。

フレスポ函館戸倉

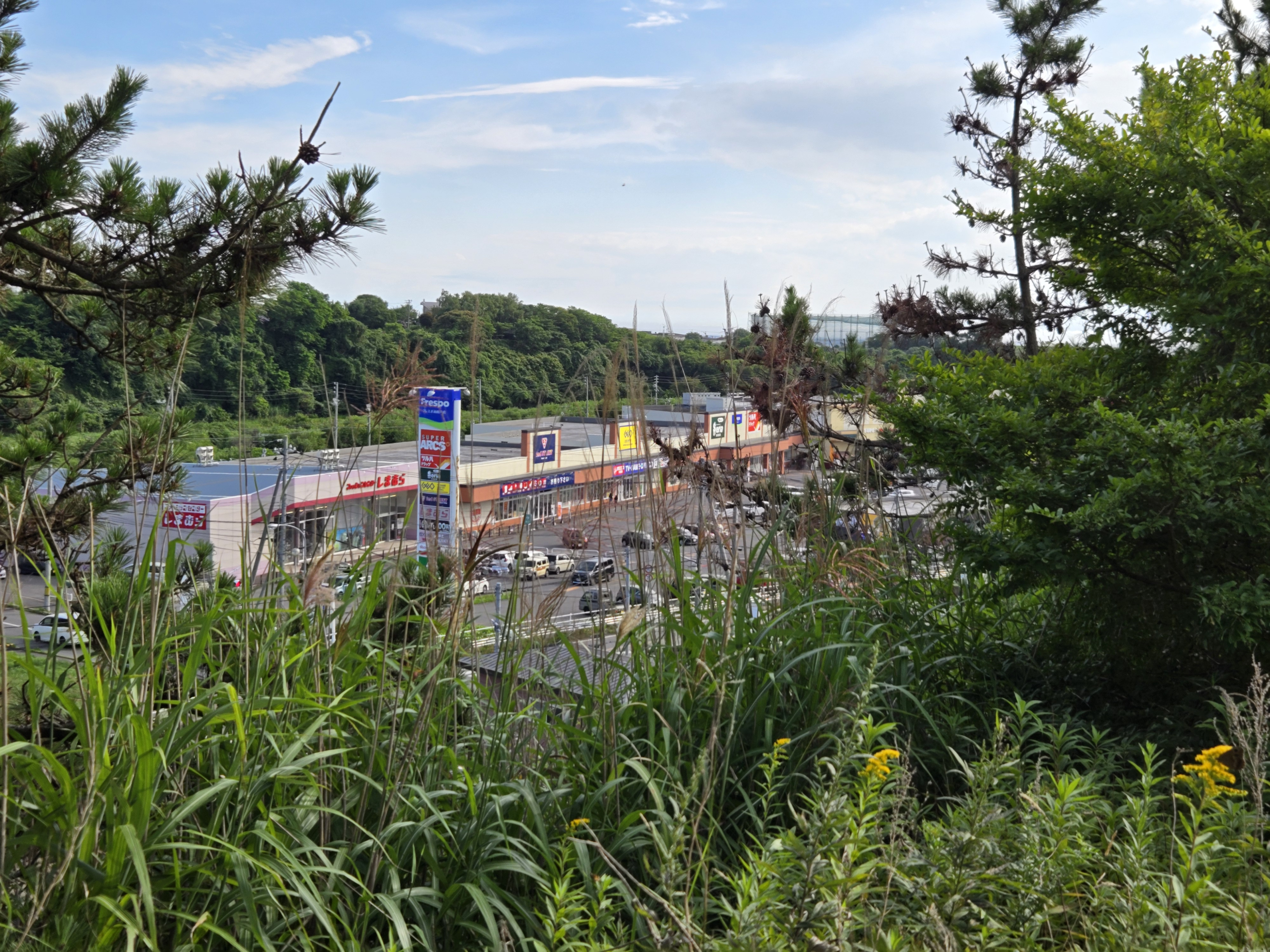
第二グラウンドより望むフレスポ函館戸倉

- 大和リースによって運営されている商業施設・フレスポのうちの一つ。地図上では、同校に隣接しているようにみえるが、実際には崖があり約1kmの道のりがある。スーパーマーケットやホームセンター、レンタルビデオ店、1000円カット、その他多数の飲食店・商業施設が入る[58]。

緑園通り
- サイクリングロード。「高専坂」に交差する形で接続する。川原緑道と、その先に続く自転車専用レーンを併用することで、国道5号線まで右折・左折なしで抜けることができる。2025年5月まで、見晴公園通り交差地点から道道100号線の交差地点まで、工事中のため通行止めとなってたが[59]、同年6月をもって戸井線の工事が終わり、再開通した[60]。

## 学生生活

### 日課
同校の講義は1日ごと最大5時限開かれ、1時限は90分となっている。曜日ごと・学年ごと・クラスごとに開講される科目の数は異なり、午前のみで終わる曜日もあれば、5時限目まで入る曜日もある。1時限目の始業は午前9時から、3時限目の終業は午後2時35分となっている。昼休みは午後0時15分から午後1時5分までの50分間で、特に構外への出入り禁止等の制約はないため、構外で飲食・休憩をすることも可能である。

### 休業・学期
同校を含めた高等専門学校は、通じて休業期間が他の普通高校と比べて長い。同校の夏季休業は8月上旬から9月下旬、冬季休業は12月下旬から翌年1月中旬、学年末休業は2月下旬から4月の上旬であることが多い。また、同校は前期・後期の2学期制であり、前期は4月から9月、後期は10月から3月と区分されている。

### 試験
本科において、正式な試験期間は年に2回設置されている。
- 前期期末試験（7月下旬から）
- 学年末試験（2月上旬から）

また、上の試験とは別に「特別時間割」が年に2回設置されており、科目によって中間試験を行うなど、その時点での達成度を確認する。以下の期間に設置される。
- 6月上旬（実質的な前期中間試験）
- 11月下旬（実質的な後期中間試験）

### 学校行事
引用：
同校では年間を通して数多くの行事が行われる。以下に月別の行事を示すが、年ごとに変更される可能性もある。

#### 4月
- 入学式
- 新入生歓迎会
- 新入生オリエンテーション

#### 5月
- 学生総会

#### 6月
- 体育祭

#### 7月
- 北海道地区国立高専体育大会
- 前期期末試験

#### 8月
- 夏季休業
- 学外実習
- 全国高専体育大会

#### 9月
- 夏季休業

#### 10月
- 高専祭

#### 11月
- ロボコン北海道地区大会
- ロボコン全国大会

#### 12月
- 冬季休業

#### 1月
- 卒業研究発表会

#### 2月
- 本科学年末試験
- 学年末スポーツ大会

#### 3月
- 卒業式
- 学年末休業
- 見学旅行

### 学生会
学生会は、その結成および活動が同校学生準則により保証されており、学生による自主的活動を通じ、学生生活の充実をはかることを目標にしなければならず、また、学生全員を持って構成されなければならない。同会役員に関して、会長・会計・会計監査は、全会員による直接選挙が行われる。
同会は以下に示す組織を設置する。

#### 学生総会
学生総会は、同会の最高議決機関である。定期学生総会は、会長任期中に一度開催されなければならない。また、臨時学生総会は、会長・評議会がその必要を認めた場合、会員の3分の1以上が連署によって会長に開催を要求した場合に開かれなけらばならない。

#### 評議会
評議会は、最高議決機関である学生総会に次ぐ議決機関であり、同様に定例評議会と、臨時評議会が設置されている。評議員は各ホームルームごとに2名選出される。

#### ホームルーム
ホームルームは会員と会長、あるいは評議会と媒介し、運営に寄与すると定められている。

#### クラブ・愛好会・外局・委員会
引用：
54のクラブ・愛好会・外局・委員会があり、多数の学生が所属している。これらの組織は、学生会の傘下にあると定められている。以下に2025年6月現在のクラブ・愛好会の一覧を示すが、入れ替わりが激しいため、最新の情報は以下のリンクを参照のこと。
課外活動 - 函館高専

##### クラブ
- 陸上競技部
- 男子バスケットボール部
- 女子バスケットボール部
- 卓球部
- バドミントン部
- 硬式野球部
- アーチェリー部
- テニス部
- ラグビー部
- 男子バレーボール部
- 女子バレーボール部
- 水泳部
- ハンドボール部
- 吹奏楽部
- 軽音楽部
- 将棋部
- ソフトテニス部
- サッカー部

##### 愛好会
- ロボット研究会
- 魚を釣って食べる会
- 革細工愛好会
- 料理部
- 天文部
- ダンス愛好会
- 写真部
- ソーラーカヌー愛好会
- 珈琲研究会
- 化学探偵会
- Fast Swinger
- e-sports愛好会
- 創作部
- 実用英語練習会
- プロコン研究会
- GX研究会
- 発明研究会
- LSQ（レスキュー）
- モルック愛好会
- アントレプレナー同好会
- 剣道愛好会
- SDGs探究クラブ
- お茶研究会
- はこだてKOSENLAB
- 函館高専愛校会

##### 外局
- 学生会・体育局
- 新聞局
- 技術局
- 文化局

##### 委員会
- 美化衛生委員会
- 高専祭実行委員会
- 蒼玄編集委員会
- 図書委員会
- 体育祭実行委員会
- 学年末スポーツ大会実行委員会
- 選挙管理委員会[注釈 10]

## 春潮寮
校舎から総合グラウンドを挟んで西側に学寮があり、名称を「春潮寮」という。学校敷地124,901m²のうち、約8%の9407m²を占める。北は北海道、南は沖縄まで、様々な地域から集まった200名弱の学生が生活する。寮生会の主催による寮祭やスポーツ大会も開催されており、交流が活発である。学校の敷地内に位置するため、登校にかかる時間は約5分程度で済む。また、2021年に国際寮が竣工し、日本人学生と留学生が混在する形で生活している。各居室には、机、椅子、書棚、ベッド、クローゼットが備え付けられている。各階の補食室には冷蔵ロッカー、流し台、電子レンジ、ガスコンロまたはIHヒーターが整備されており、24時間使用可能である。男子寮、女子寮それぞれに食堂、浴室、洗濯室、乾燥室、補食室、研修室、談話室などの厚生施設が整えられており、玄関も分離されている。また、指定された教員が寮の宿日直を行うとともに、寄宿舎指導員が在籍しており、寮の管理を行う。2024年度より、寮内全個室と各階の補食室などに24時間使用可能なWi-Fiが設置された。エレベーター、車いす昇降装置などのバリアフリー化はされていない。
春潮寮は以下の施設から構成されている。
A棟
- 女子寮。寄宿舎の中で国際棟の次に北寄りに位置しており、現在、42名の寮生が居住する[85]。サービス棟と隣接しており、3階建て。手前が国際棟、奥がA棟

B棟・C棟・D棟

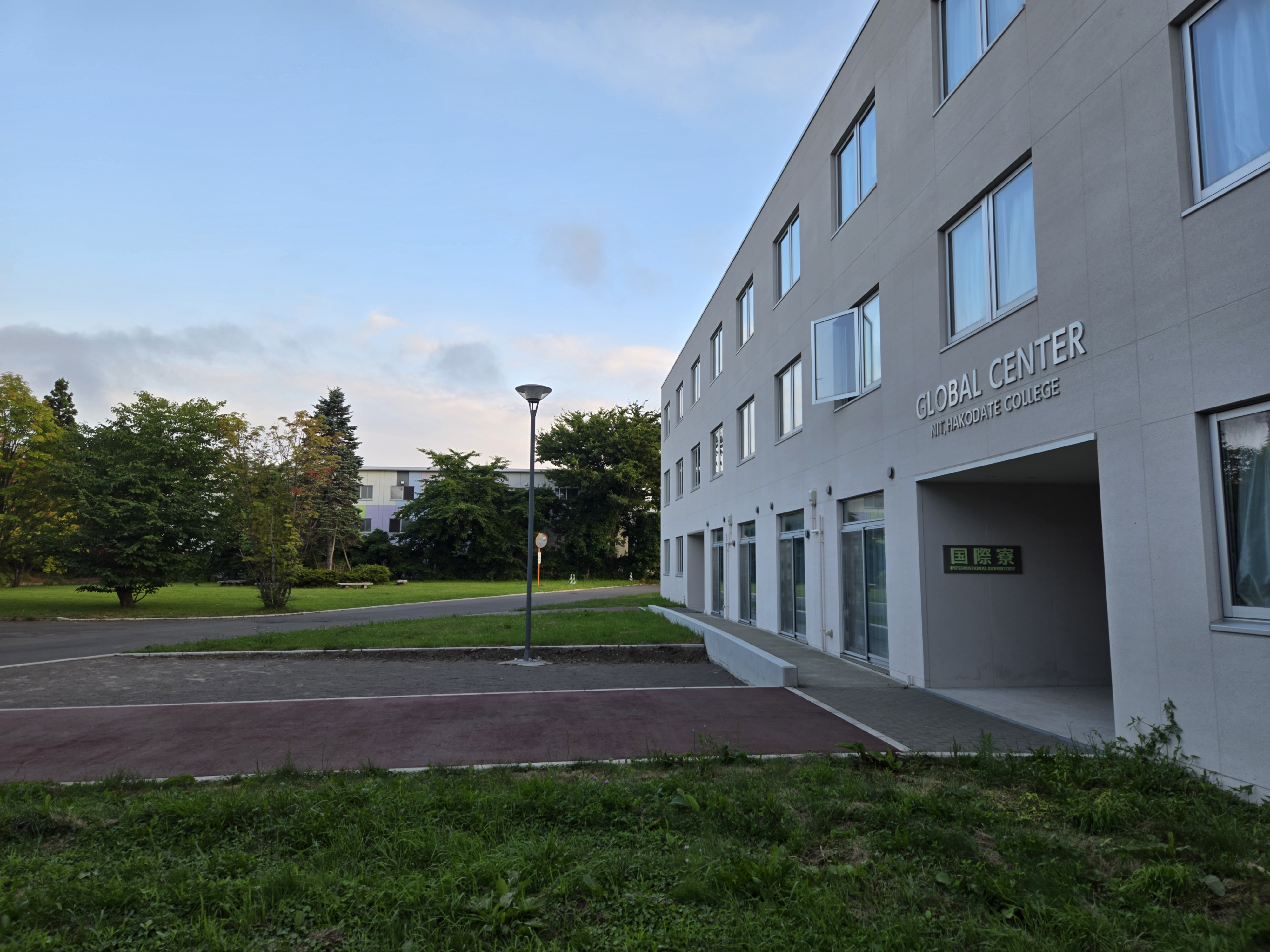
手前が国際棟、奥がA棟

- いずれも男子寮。B棟はサービス棟と、C棟はB棟と、D棟はC棟と、それぞれ結ばれている。最も南寄りに位置するのはC棟とD棟で、本科2学年以上の居室がある[83]。いずれも3階建て。

国際棟（I棟）
- 2021年に新設された日本人学生と外国人留学生が混住する寮。国際的な視野と人間力のある高専グローバルエンジニアを養成する目的で整備された。同棟は唯一、他の棟と接続されておらず、独立して存在する。春潮寮の中で最も北寄りに位置する[18]。3階建て。

サービス棟
- 男子食堂・研修室・事務室・宿直室・玄関がある。サービス棟内で男女の居住区域は完全に区切られているが（顔認証の自動ドアが設置されている）、事務室・宿直室は双方の寮からアクセス可能である。厨房はこの棟内にあり、女子の食事は同棟内から女子食堂へと運ばれる[82][83]。1階建て。

### 寮生の日課
平日と休日で日課が異なる。休日の日課も、横に併記する。
| 日課                   | 時刻（平日） | 時刻（休日） | 備考                                         |
| ---------------------- | ------------ | ------------ | -------------------------------------------- |
| 朝食                   | 7:25～8:25   | 8:00～9:30   |                                              |
| 登校                   | ～8:40       |              | 1時限目のない場合はこの限りではない。        |
| 昼食                   | 12:10～13:05 | 12:25～13:10 |                                              |
| 再登校                 | ～13:05      |              | 3時限目のない場合はこの限りではない。        |
| 夕食                   | 18:00～19:35 | 18:00～19:30 |                                              |
| 入浴                   | 16:30～22:30 | 16:30～22:30 | シャワーは浴室施錠時間（0:00～6:00）以外可。 |
| 一斉学習               | 21:00～22:30 |              | 本科1年生のみ。平日の金曜は除く。            |
| 低学年点呼             | 21:00        | 21:00        | 本科1～3年                                   |
| 高学年点呼（玄関施錠） | 22:00        | 22:00        | 本科4・5年、専攻科                           |
| 掃除                   | 22:30～22:50 | 22:30～22:50 | 本科1・2年                                   |
| 消灯                   | 24:00        |              | 金曜日・試験期間2週間前から除く。            |

## 協定等
引用：

### 学術交流協定
日本
- 長岡技術科学大学大学院
- 北海道科学大学・北海道科学大学短期大学部（廃止）
- 弘前大学大学院理工学研究科
- 帯広畜産大学
- 北見工業大学
- 公立はこだて未来大学
- 公立千歳科学技術大学
- 室蘭工業大学
- 北海道大学

### 国際交流協定
タイ
- タイ高専
- プリンセスチュラポーン科学高等学校チョンブリ校

 シンガポール
- テマセクポリテクニック

 モンゴル
- モンゴル工業技術大学付属高専
- 新モンゴル高専
- モンゴル国立科学技術大学付属高専
- モンゴル高等専門学校連盟

 マレーシア
- ペナンチュンリン高校

 台湾
- 台湾（国立）聯合大学
- 文藻外語大学

 ニュージーランド
- ニュージーランドEIT

 アメリカ合衆国
- サンフランシスコ州立大学工学部

 フランス
- ヴァランシェンヌ大学，ヴァランシェンヌIUT
- リトラルコート･ドパル大学，リトラルコート･ドパルIUT
- ルアーブル大学，ルアーブルIUT
- トゥール・フランソワ＝ラブレ大学，ブロワIUT
- リールA技術短期大学
- アルトワ大学，ランスIUT，ベツーヌIUT

 イタリア
- エドアルド工学技術学校アニエリ校
- ルーヴァン・リンブルグ大学

 ベルギー
- ナミュール・リエージュ・ルクセンブルグ大学

### 連携協定
- 知内町教育委員会
- 森町教育委員会
- 地方独立行政法人北海道立総合研究機構
- 七飯町教育委員会
- 七飯町
- 函館市
- 北海道
- 北斗市
- 函館市医師会

### 産学連携協力協定
- 商工組合中央金庫函館支店
- 株式会社北海道銀行
- 株式会社北洋銀行
- 独立行政法人科学技術振興機構JSTイノベーションプラザ北海道
- 株式会社日本政策金融公庫函館支店
- フラー株式会社
- 上川大雪酒造株式会社
- 函館五稜乃蔵株式会社

### 業務提携協定
- 財団法人北海道科学技術総合振興センター

## 出身者
- すずらん 山本貴之 - お笑い芸人[88]
- 葛西憲之 - 元弘前市長[89]
- 中宮安一 - 元七飯町長[90][91]
- 高垣浩一 - 実業家、ソニーネットワークコミュニケーションズCEO[92]
- 佐々木一夫 - 騎手

## 著名な教員、その他関係者
- 太秦康光 - 男爵。温泉研究の権威。初代校長。
- 武谷愿 - 応用科学者。人造石油研究。二代校長。
- 長谷川淳 - 工学者。瑞宝中綬章受賞者。七代校長。
- 伹野茂 - 機械工学者。独立行政法人国立高等専門学校機構理事。九代校長。
- 阿部恵 - 英語学者。10代校長。
- 小林淳哉 - 現一関工業高等専門学校校長。菜の花酵母の発見[93]。元物質環境工学科教授。
- 中村和之 - 歴史学者。元同校教員。
- 奥平忠志 - 地理学者。元同校准教授。
- 泊功 - 文学者。三体などの翻訳[94]。現同校教員。
- 清水一道 - 日本鋳造工学会前会長。現校長。